# Trichopeltella
Trichopeltella is een monotypisch geslacht in de familie Microthyriaceae. Het bevat alleen Trichopeltella montana.